# Sea Pictures
Sea Pictures, Op. 37 (Pinturas marinas) es un ciclo de canciones del compositor británico sir Edward Elgar integrado por cinco canciones sobre textos de cinco poetas. 
Está escrito para contralto y orquesta, y el compositor realizó un arreglo para piano y voz.
Fueron estrenadas el 5 de octubre de 1899 en Norfolk con dirección de Elgar e interpretadas por Clara Butt y posteriormente frente a la Reina Victoria en el Castillo de Balmoral.
Las canciones se titulan:
- "Sea Slumber Song" de Roden Noel.
- "In Haven (Capri)" de Alice Elgar, su esposa.
- "Sabbath Morning at Sea" de Elizabeth Barrett Browning.
- "Where Corals Lie" de Richard Garnett.
- "The Swimmer" de Adam Lindsay Gordon.

Son generalmente cantadas por mezzosoprano, la más famosa interpretación corresponde a Janet Baker dirigida por Sir John Barbirolli.